# Verkeersweg 13
Verkeersweg 13 was een provinciale weg in de eerste helft van de twintigste eeuw, die liep van de Hoornbrug in Rijswijk via Wateringen, Poeldijk, Monster en 's-Gravenzande naar Hoek van Holland. De weg had een lengte van ruim 18 kilometer. In Rijswijk maakten de Kleiweg (nu Sir Winston Churchilllaan), Schaapweg en Sammersweg deel uit van de route, met een aftakking naar Delft via de Lange Kleiweg.
Aanvankelijk waren de gemeenten verantwoordelijk voor de weggedeelten binnen hun eigen grenzen. De smalle, onverharde en hobbelige wegen in het Westland belemmerden echter het transport van tuinbouwproducten. Toen het vrachtverkeer naar Delft en Rotterdam in het begin van de twintigste eeuw toenam, stelde de Provinciale Waterstaat van Zuid-Holland in het Provinciaal Wegenplan van 1922 een verbetering en verbreding van de weg voor. De bestaande wegdelen waren slechts 3 à 4 meter breed, en het plan beschreef een verbreding tot 4,80 meter, met een gescheiden rijwielpad van 1,20 meter breed. Vanaf 1926 nam de provincie Zuid-Holland het beheer van de verschillende weggedeelten over. Tussen 1929 en 1931 werd de weg in fasen voltooid, met aanpassingen: de rijbaan werd verbreed tot 6,00 meter, en er kwam een gescheiden tweerichtingsfietspad van 2,40 meter breed. Dit verbeterde niet alleen het vervoer van tuinbouwproducten, maar zorgde ook voor een veiliger route voor (brom)fietsers.